# Jim Lightbody
James ("Jim") Davies Lightbody (15 de marzo de 1882 - 2 de marzo de 1953) fue un atleta estadounidense especialista en carreras de media distancia, Campeón olímpico de 800, 1500 y 3000 m obstáculos y medalla de plata en las cuatro millas por equipos en los Juegos Olímpicos de 1904.
Jim consiguió las cuatro medallas olímpicas en un corto período, primero ganó la carrera de obstáculos, al día siguiente ganó los 800 metros y más tarde los 1500 con una nueva plusmarca mundial de la distancia, y el día después ganó la medalla de plata en la carrera de las 4 millas por equipos.
Cuatro años más tarde en Londres 1908 intentó repetir la hazaña, pero fue eliminado en las primeras rondas eliminatorias de las pruebas en que participó, 800 y 1500 m lisos y 3000 obstáculos.
Jim muere en Charleston, Carolina del Sur, dos semanas antes de cumplir 71 años.
- Datos: Q318952